# Установка підготовки газу Тарек
Установка підготовки газу Тарек – складова нафтогазової інфраструктури Західної пустелі Єгипту, яка обслуговує ряд родовищ басейну Шушан-Матрух.
В 1980-х – 1990-х роках під час масштабної розвідувальної кампанії на блоці Хальда виявили ряд газоконденсатних родовищ. Певний час їх розробка стримувалась відсутністю у регіоні газотранспортної інфраструктури, проте відкриття далі на захід великого родовища Обайєд уможливило реалізацію масштабного проекту, в межах якого спорудили кілька комплексів підготовки газу та трубопроводів. Зокрема, не пізніше 2000 року на північному сході блоку Хальда ввели в дію установку підготовки на родовищі Тарек, яка за проектом мала приймати 2,82 млн м3 газу на добу та продукувати 2,4 млн м3 підготованого газу і 5 тисяч барелів конденсату. В процесі підготовки установка вилучає діоксид вуглецю та провадить осушку. 
Для видачі підготованого газу Тарек сполучили перемичкою довжиною 6 км та діаметром 300 мм із Північним газопроводом, що прямує до Александрії. Вилучений конденсат подається по трубопроводу довжиною 17 км та діаметром 150 мм до місця врізки у головний нафтопровід Мелейха – Ель-Хамра.
До розміщеної на Тарек установки організували подачу продукції численних родовищ, виявлених у оточуючих районах (Матрух, Імхотеп, Міхос, Рас-Канайєс та інші). Крім того, у другій половині 2000-х сюди проклали дві нитки довжиною по 60 км та діаметром 450 мм від маніфольду родовища Шамс (центральна частина блоку Хальда), який став хабом для видачі у кількох напрямках продукції найбільшого у єгипетській Західній пустелі родовища Каср.
Наприкінці 2010-х до Тарек перемістили компресорну станцію, яку демонтували із родовища Шамс.